# Möte i dimman
Möte i dimman (engelska: Johnny Angel) är en amerikansk film noir från 1945 i regi av Edwin L. Marin. Filmen är baserad på Charles Gordon Booths roman Mr. Angel Comes Aboard. I huvudrollerna ses George Raft, Claire Trevor och Signe Hasso, medverkar gör även Hoagy Carmichael.

## Rollista i urval
- George Raft - Johnny Angel
- Claire Trevor - Lilah "Lily" Gustafson
- Signe Hasso - Paulette Girard
- Lowell Gilmore - Sam Jewell
- Hoagy Carmichael - Celestial O'Brien
- Marvin Miller - George "Gusty" Gustafson
- Margaret Wycherly - Miss Drumm
- J. Farrell MacDonald - kapten Angel
- Mack Gray - Mack, bartender